# Cinquera
Cinquera è un comune del dipartimento di Cabañas, in El Salvador.